# Суворин, Борис Алексеевич
Борис Алексеевич Суворин (1879, Санкт-Петербург — 1940, Панчево, Югославия) — русский писатель, журналист и редактор, издатель.

## Биография
Сын известного журналиста и издателя Алексея Суворина во втором браке. Издавал газеты «Время» (Москва), «Вечернее время», а также «The Russko-Britanskoie Vremia» — англо-русский промышленный журнал, и спортивный «Конский Спорт». Возглавлял правление общества издателей периодической печати, издававшего «Весь Петербург» и «Вся Москва».

Я был главным редактором «Нового Времени» и двух самых распространенных вечерних газет Петрограда и Москвы «Вечернего Времени» и «Времени». Я же был председателем совета контрагентства на железных дорогах А. С. Суворина и Ко, имевшего в своем распоряжении до 500 ж. д. киосков. Товарищество наше, в котором я был одним из крупных пайщиков и деятельных членов совета, имело в Петрограде две газеты, три дома, два магазина, две конторы (обе на Невском), красочную фабрику, типографию и крупнейшее издательское дело. Я сам отдельно занимался издательством и имел два журнала.

В Москве у нас была газета «Время», контрагентство ж. д. и книжный магазин. Кроме того у нас были книжные магазины в Саратове (два), в Ростове на Дону, в Харкове и в Одессе. И, наконец, бумажная фабрика в Череповецком уезде Новгородской губернии.— Борис Суворин. «За Родиной». XX. С чердака до подвала.
В Первую мировую войну служил в качестве телефониста.
После революции, подобно большинству российских предпринимателей, лишился всей собственности и денег, не имея сбережений в иностранной валюте.
В Гражданскую войну — в Добровольческой армии, прибыв на Дон по приглашению генерала Алексеева, чтобы стать во главе антибольшевистской газеты. Участник Первого Кубанского похода. В походе издавал «Полевой Листок Добровольческой Армии» (3 номера). После возвращения из похода в июне купил в товариществе с несколькими партнёрами типографию в Новочеркасске, занимался книгоиздательской деятельностью, издав книгу П. Н. Краснова «Степь». Издавал и редактировал газету «Вечернее время» (Новочеркасск, Ростов, Новороссийск, Феодосия, Симферополь 1918—1920), первоначально открытую на деньги генерала Алексеева, с тиражом 4000 в 1918 году. С ростом популярности газеты расширялся штат сотрудников, состоящий первоначально из случайных людей: полковника Патронова, доктора Э.; позже к ним присоединились бывшие сотрудники «Нового времени» Штиглиц, Острожский и Весеньев, пробравшиеся на Дон через большевистские кордоны. Несмотря на конкуренцию местных изданий, таких, как «Донской край» и «Приазовский край», тираж газеты в 1919 уже 20 000. Сувориным предпринимались попытки издавать газеты также в Курске и Харькове в период наибольших успехов Добровольческой армии и, при её отступлении, в Изюме, Белгороде, Славянске, но эти проекты оказались недолговечными по независящим от него причинам.
При эвакуации из Ростова на Дону, своей штаб-квартиры, Суворин и сотрудники редакции были оставлены распоряжением начальника гарнизона для выпуска очередного номера своей газеты и эвакуировались одними из последних в поезде генерала Кутепова, оставив в городе всё имущество и архив.

Четвёртого января мы были в Новороссийске и 9 уже вышло «Вечернее Время».

…Среди всех лишений я горжусь тем, что никогда не падал духом.
В октябре 1920 года уехал в командировку в Париж, считая, что Русской армии ничего не угрожает. Жена Суворина присоединилась к нему позже, после эвакуации из Крыма Белой армии.
С 1920 года — в эмиграции в Париже, затем в Шанхае. Редактировал газеты «Вечернее время» (1924—1925), «Русское время» (1925—1929), «Шанхайская заря» (Шанхай, 1928—1929), «Время» (Шанхай, 1929—1932). Написал воспоминания о гражданской войне и два романа.
В 1933 году вернулся во Францию.

## Семья
- Жена — Мария Петровна Суворина (урождённая Малышева[3], во втором браке — фон Фе; (?—1927, Париж), исполнительница цыганских песен. Из известной семьи цыганских артистов Масальских.
  - Дочь — Татьяна (1906, Санкт-Петербург—1990, Рим).
  - Сын — Сергей (ум. в 1967 году). Вернулся в СССР из эмиграции. Похоронен на кладбище города Каскелен (Казахстан).

## Сочинения
- Суворин, Б. А. За родиной. Героическая эпоха Добровольческой армии, 1917–1918 гг. : впечатления журналиста / Бор. Суворин. — Париж: [б. и.], 1922. — 250, [1] с.
- Фазан. — Париж, 1927. — роман.
- Барон. — 1932. — роман, посвящённый личности Романа Фёдоровича Унгерна фон Штернберга.